# My Great Predecessors
 (janvier 2025).
Si vous disposez d'ouvrages ou d'articles de référence ou si vous connaissez des sites web de qualité traitant du thème abordé ici, merci de compléter l'article en donnant les références utiles à sa vérifiabilité et en les liant à la section « Notes et références ».
My Great Predecessors est une série de livres sur l'histoire des échecs dont la rédaction a été dirigée par le champion du monde d'échecs Garry Kasparov. Les cinq volumes de la série sont basés sur des parties annotées des grands joueurs qui ont précédé Garry Kasparov à partir du premier Championnat du monde officiel. Deux suites ont été données à cette série :

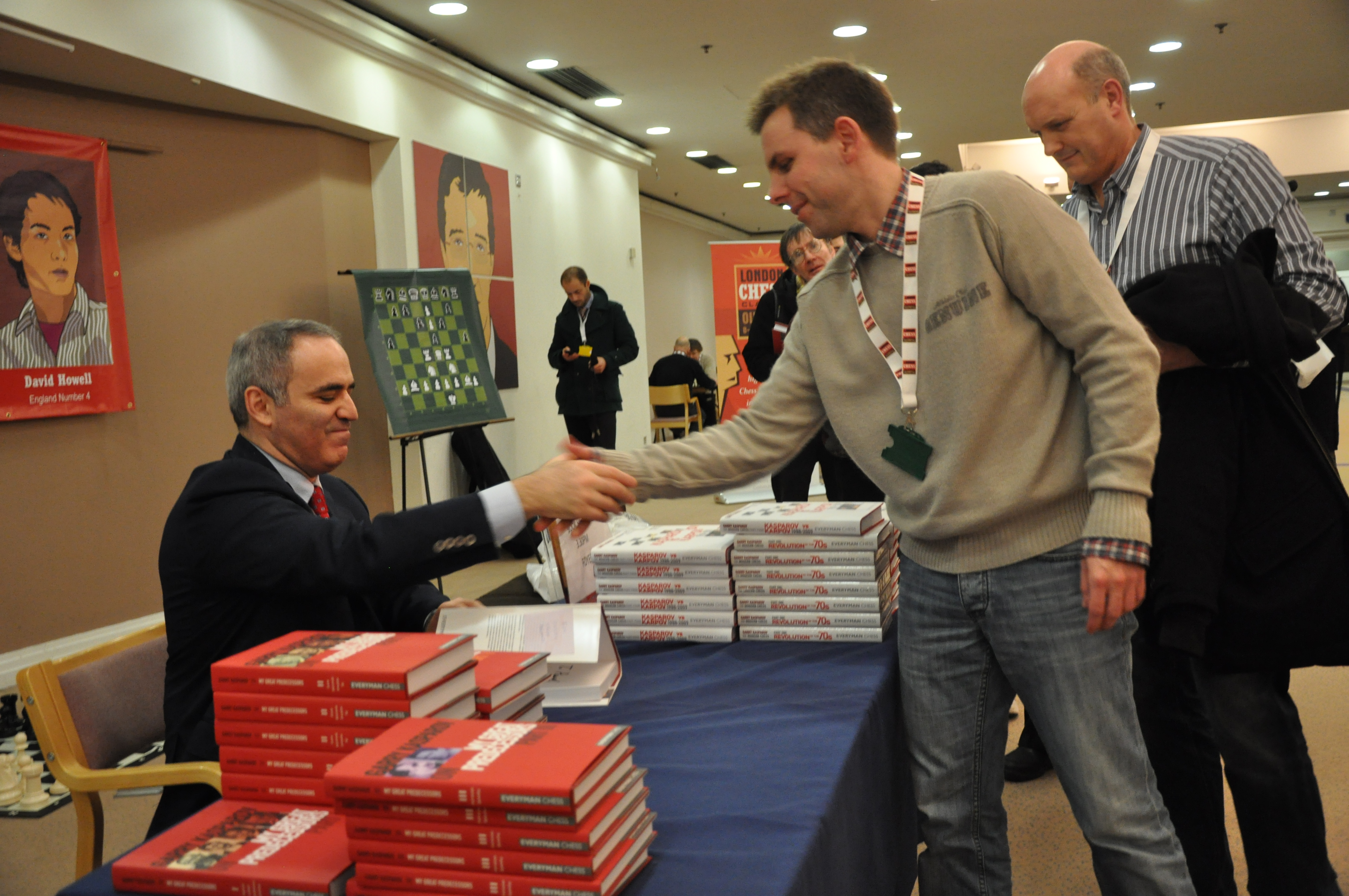
Garry Kasparov à Londres en 2010 pour signer My Great Predecessors et Kasparov vs Karpov.

- la série Modern Chess qui couvre les innovations dans les ouvertures dans les années 1970 et les affrontements entre Garry Kasparov et Anatoly Karpov ;
- la série Garry Kasparov on Garry Kasparov, qui retrace les principales parties de Kasparov au cours de sa carrière.

La série My Great Predecessors a été plusieurs fois primée par la Fédération britannique des échecs (British Chess Federation) qui a affirmé qu'« elle a établi de nouveaux standards pour l'écriture de livres sur l'histoire des échecs ».
La série est publiée de 2003 à 2006.

## Ouvrages
- (en) Garri Kasparov, On My Great Predecessors : Steinitz, Lasker, Capablanca, Alekhine (Part I), Everyman Chess, 1er août 2003 (1re éd. 2003), 464 p. (ISBN 978-1-85744-330-1).
- (en) Garri Kasparov, On My Great Predecessors : Euwe, Botvinnik, Smyslov, Tal (Part II), Everyman Chess, 1er janvier 2004 (1re éd. 2004), 480 p. (ISBN 978-1-85744-342-4).
- (en) Garri Kasparov, On My Great Predecessors : Petrosian, Spassky (Part III), Everyman Chess, 1er novembre 2004 (1re éd. 2004), 330 p. (ISBN 978-1-85744-371-4).
- (en) Garri Kasparov, On My Great Predecessors : Fischer (Part IV), Everyman Chess, 1er janvier 2005 (1re éd. 2005), 496 p. (ISBN 978-1-85744-395-0).
- (en) Garri Kasparov, On My Great Predecessors : Korchnoi, Karpov (Part V), Everyman Chess, 1er mars 2006 (1re éd. 2006), 480 p. (ISBN 978-1-85744-404-9).